# Microsoft HoloLens
Microsoft HoloLens ist eine Mixed-Reality-Brille, die dem Benutzer erlaubt, mit der Unterstützung durch ein Natural User Interface interaktive 3D-Projektionen in der direkten Umgebung darzustellen. HoloLens funktioniert auch ohne Smartphone oder zusätzlichem Computer.
Sie ist in den Vereinigten Staaten seit dem 30. März 2016 verfügbar, in Deutschland seit dem 12. Oktober 2016. Im April 2018 waren der Preis als „Development Edition“ 3299 € und als „Commercial Suite“ 5489 €. Letztere war speziell für den Einsatz in Unternehmen gedacht, besaß zusätzliche Funktionen und durfte nicht von Resellern weiterverkauft werden.

## Design
Die HoloLens ist eine am Kopf getragene Anzeigeneinheit, die mit einem verstellbaren, gepolsterten inneren Stirnband verbunden ist, mit dessen Hilfe die HoloLens nach oben und unten sowie nach vorne und hinten geneigt werden kann. Um das Gerät zu tragen, setzt der Benutzer die HoloLens auf seinen Kopf und justiert diese an der Rückseite des Stirnbandes um den Kopf. Anschließend wird das Visier vor die Augen geklappt.
Auf der Vorderseite der Einheit befinden sich viele der Sensoren und die dazugehörige Hardware, einschließlich der Prozessoren, Kameras und Projektionsobjektive. Das Visier ist getönt; im Visierteil befindet sich ein Paar transparenter Kombinatorlinsen, in denen die projizierten Bilder in der unteren Hälfte angezeigt werden. Die HoloLens muss auf den Augenabstand oder die gewohnte Sicht des Benutzers kalibriert werden.
An den unteren Kanten der Seite, in der Nähe der Ohren des Benutzers, befinden sich zwei kleine, rote 3D-Audio-Lautsprecher. Die Lautsprecher konkurrieren mit den Hintergrundgeräuschen. Sie behindern keine externen Geräusche, so dass die Benutzer neben der Umgebung auch virtuelle Geräusche hören können. Mit kopfbezogenen Übertragungsfunktionen erzeugt die HoloLens binauralen Klang, der räumliche Effekte simulieren kann, d. h. der Benutzer kann einen Klang virtuell wahrnehmen und lokalisieren, als ob er von einem virtuellen Punkt oder Ort kommt.
Am oberen Rand befinden sich zwei Tastenpaare: Display-Helligkeitstasten über dem linken Ohr und Lautstärketasten über dem rechten Ohr. Die benachbarten Tasten sind unterschiedlich geformt – eine konkav, eine konvex –, so dass der Benutzer sie durch Berührung unterscheiden kann.
Am Ende des linken Brillenbügels befindet sich ein Power-Button und eine Reihe von fünf kleinen einzelnen LED-Leuchten, die zur Anzeige des Systemstatus sowie zum Power-Management, zur Anzeige des Akkuzustandes und zur Einstellung des Power/Standby-Modus verwendet werden. An der Unterkante befindet sich eine USB 2.0 Micro-B Buchse. Eine 3,5-mm-Audio-Buchse befindet sich an der Unterkante des rechten Brillenbügels.

## Technik
Die Microsoft HoloLens ist ein hochauflösendes stereoskopisches 3D Head-mounted-Display mit integrierten Sensoren, Lautsprechern und eigener Rechnereinheit. Im Gegensatz zu klassischen VR-Brillen, wie der Oculus Rift oder HTC Vive, ist die HoloLens daher allein lauffähig und benötigt keinen weiteren PC. Die Brille setzt kein echtes Display vor den Nutzer, dieser kann hindurchsehen und so Objekte in seiner Umgebung wahrnehmen.
Als Betriebssystem dient das Microsoft-eigene Windows 10, auf dem die Windows-Mixed-Reality-Plattform läuft.
Alex Kipman erklärte auf der Präsentation der HoloLens, dass Microsoft neben CPU und GPU auch eine neuartige HPU (Holo Processing Unit) entwickelt hat. Diese HPU ist ausschließlich für die Berechnung der Projektionen zuständig.

## Betrieb
Die Microsoft HoloLens ist über Gesten, Sprache, Kopfbewegung und kleine Knöpfe zu bedienen. Es ist über Kameras möglich, die Umgebung, Bewegungen und Gesten wahrzunehmen. Im Falle, dass die Hand hinter der eingeblendeten Projektion nicht mehr zu erkennen ist, wird an der Stelle ein Cursor-Icon eingeblendet.

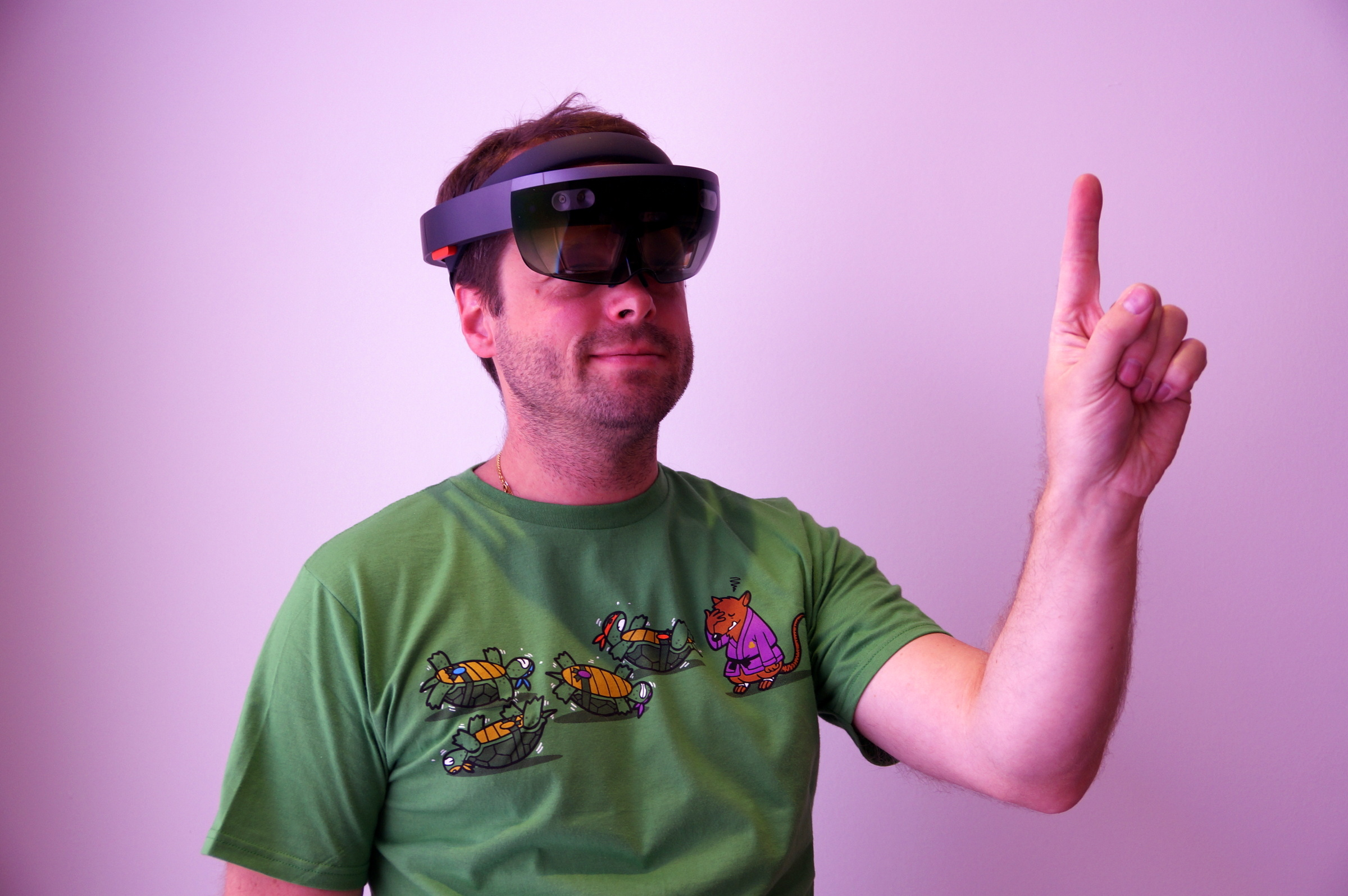
Zeigefingergeste linke Hand.
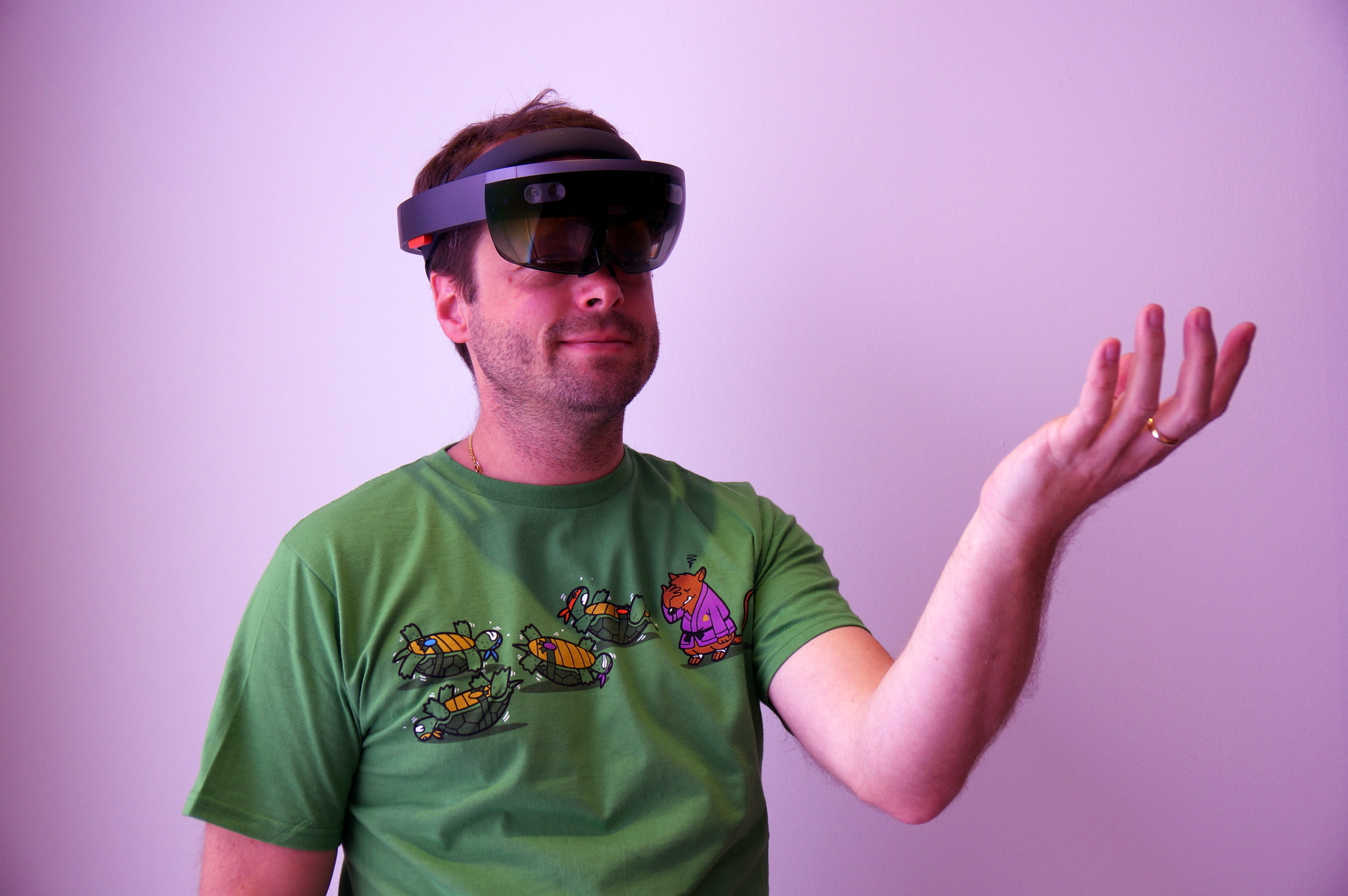
Blütengeste (Bloom Gesture)
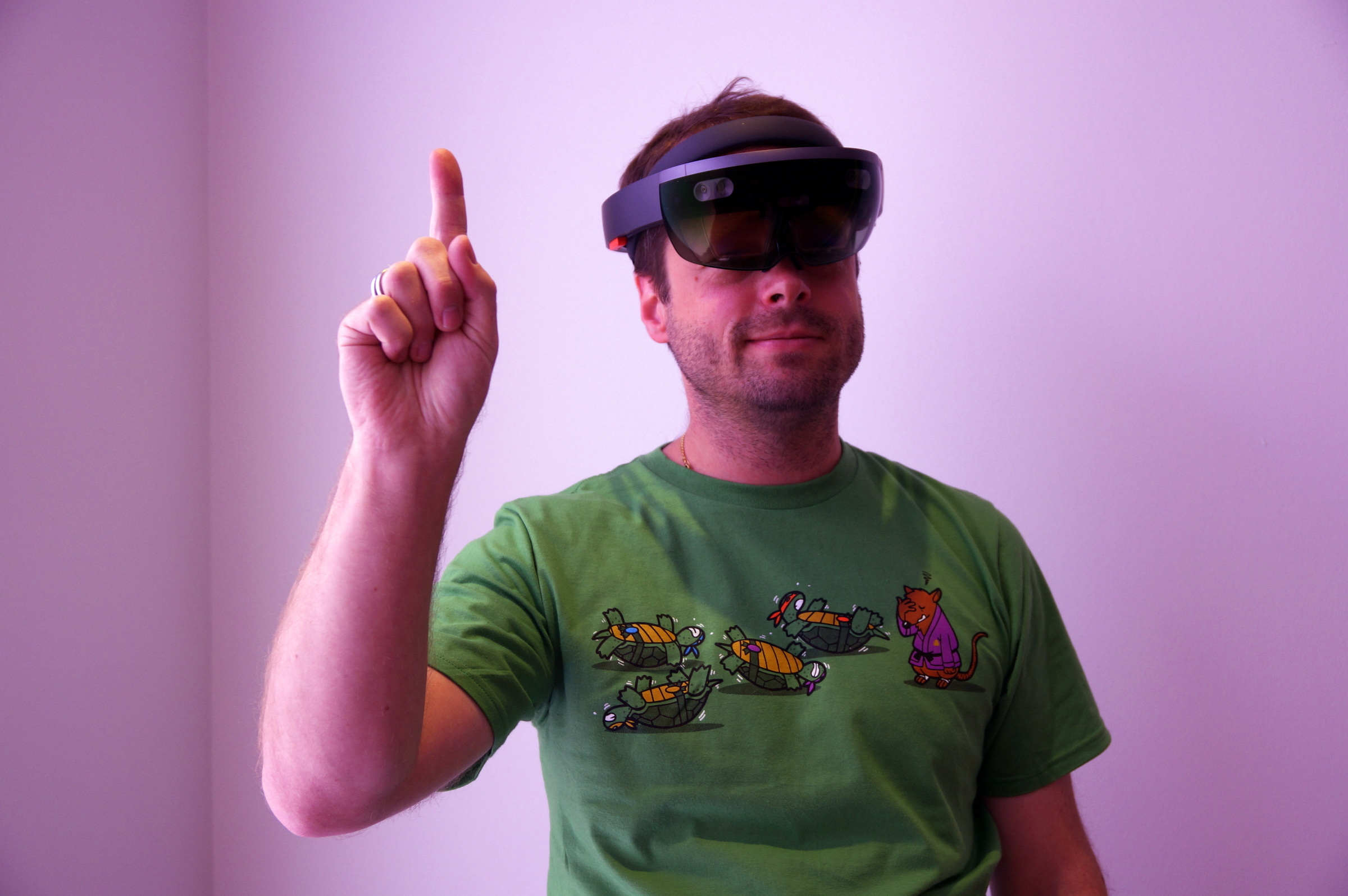
Zeigefingergeste rechte Hand.
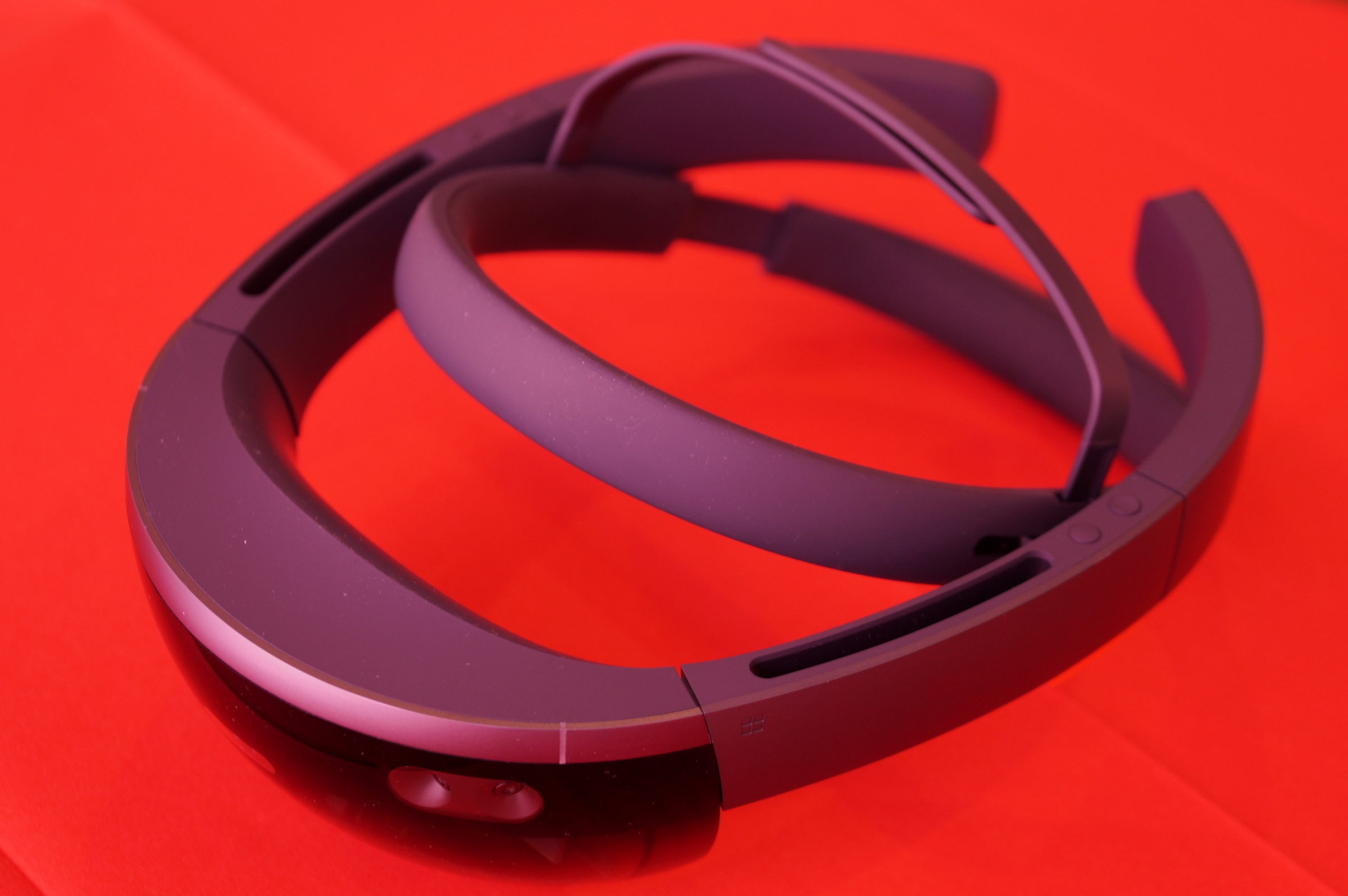
Ansicht schräg von oben
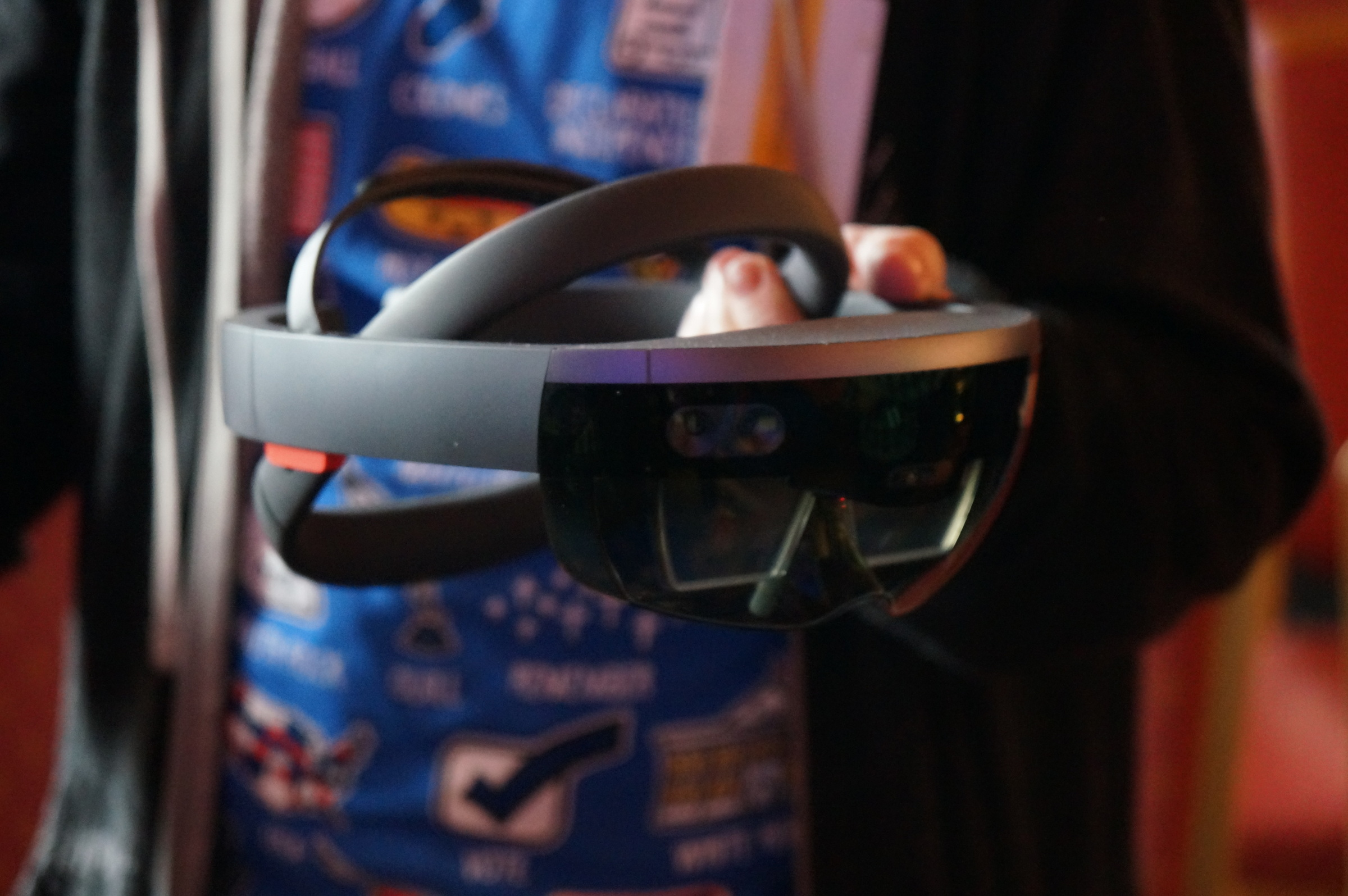
Ansicht von vorne
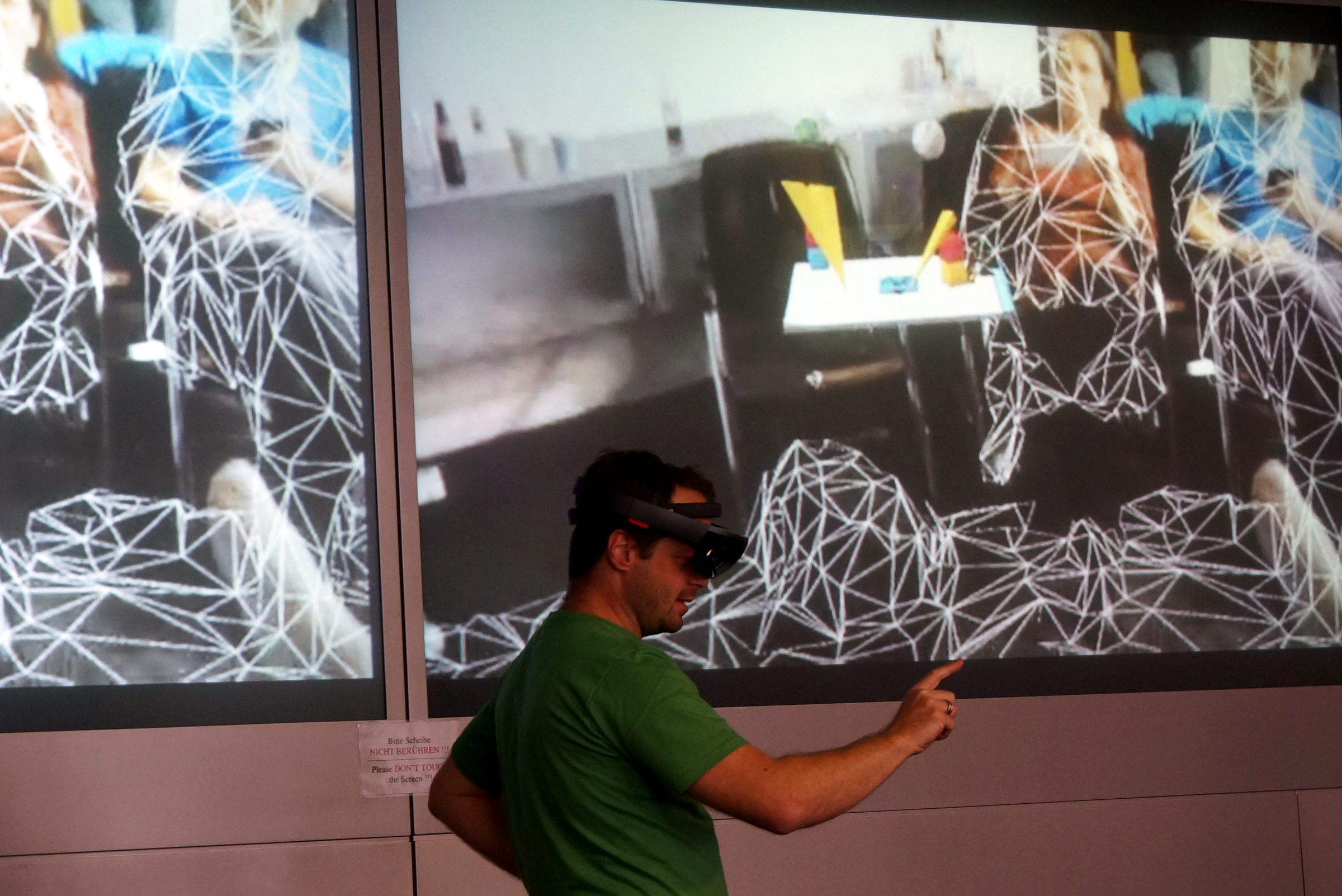
Benutzersichtfeld beim Raumscan
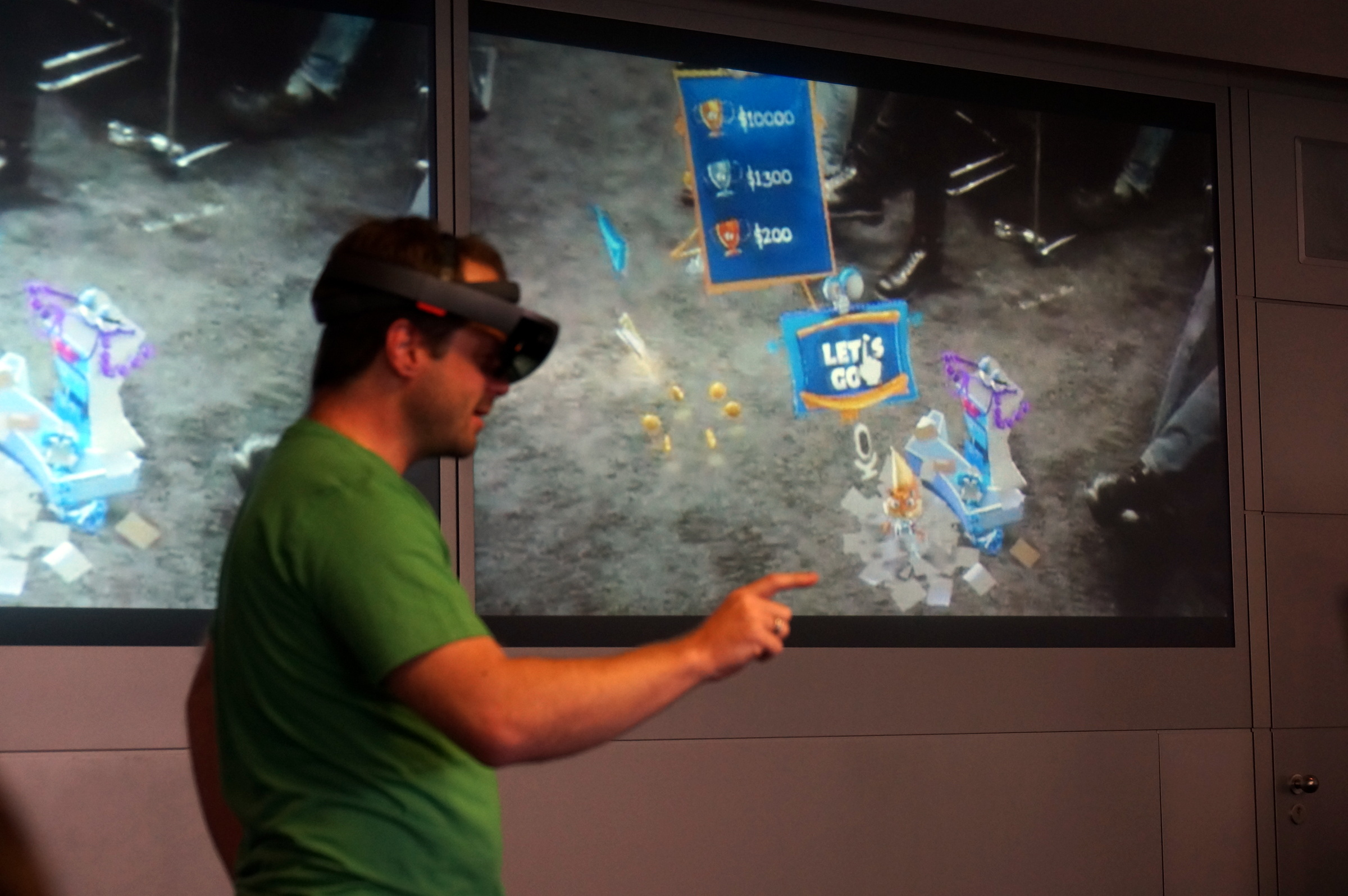
Benutzersichtfeld mit Objektprojektion im Raum

Bevor man HoloLens verwenden kann, müssen bestimmte Einstellungen vorgenommen werden. So besteht das Gehäuse aus zwei Ringen, einem inneren und einem äußeren. Wie bei einer Baseballkappe wird das Gehäuse so eingestellt, dass es komfortabel auf dem Kopf sitzt. Danach ist das Sichtfeld einzustellen, damit  eine optimale Darstellung der Projektionen erreicht wird. Das kann Zeit kosten, ist aber Microsoft zufolge eine der wichtigsten Einstellungen.

## Geschichte
Am 21. Januar 2015 zeigte Microsoft die HoloLens während der Präsentation von Windows 10, in dem sie für das Spiel Minecraft und Windows-10-Funktionen zum Einsatz kam.
Auf dem Mobile World Congress 2019 stellte Microsoft die weiterentwickelte HoloLens 2 vor. Diese wurde im Laufe des Jahres 2019 in den USA, Japan, China, Deutschland, Kanada, Großbritannien, Irland, Frankreich, Australien und Neuseeland für rund 3500 US-Dollar angeboten. Hierbei wurde das Sichtfeld verdoppelt, die Auflösung von 47 Pixeln pro Grad wurde beibehalten. Auch wurde der Tragekomfort verbessert.
Die Produktion der AR-Brille Hololens 2 wurde im Oktober 2024 eingestellt, der Software-Support endet 2027. Statt eines Nachfolgers startete Microsoft eine Kooperation mit Meta.

## Kritik
Unmittelbar vor der Eröffnung einer der größten internationalen Technologiekonferenzen - dem Mobile World Congress 2019 in Barcelona - schrieben Microsoft-Mitarbeiter in einem Brief an CEO Satya Nadella und Microsoft-Präsident Brad Smith, dass sie „sich weigern, Technologien zur Kriegsführung und Unterdrückung zu entwickeln.“ Sie forderten, dass die Konzernleitung den Vertrag über die Lieferung von 100.000 HoloLens-VR-Brillen für 479 Millionen US-Dollar vom November 2018 für das US-Militär aufkündigt. Die MR-Brillen sollen Soldaten „erhöhte Tötungs-Fähigkeit, Beweglichkeit und mehr Situationsbewusstsein bieten.“